# Regimentul de dragoni din Garda Imperială

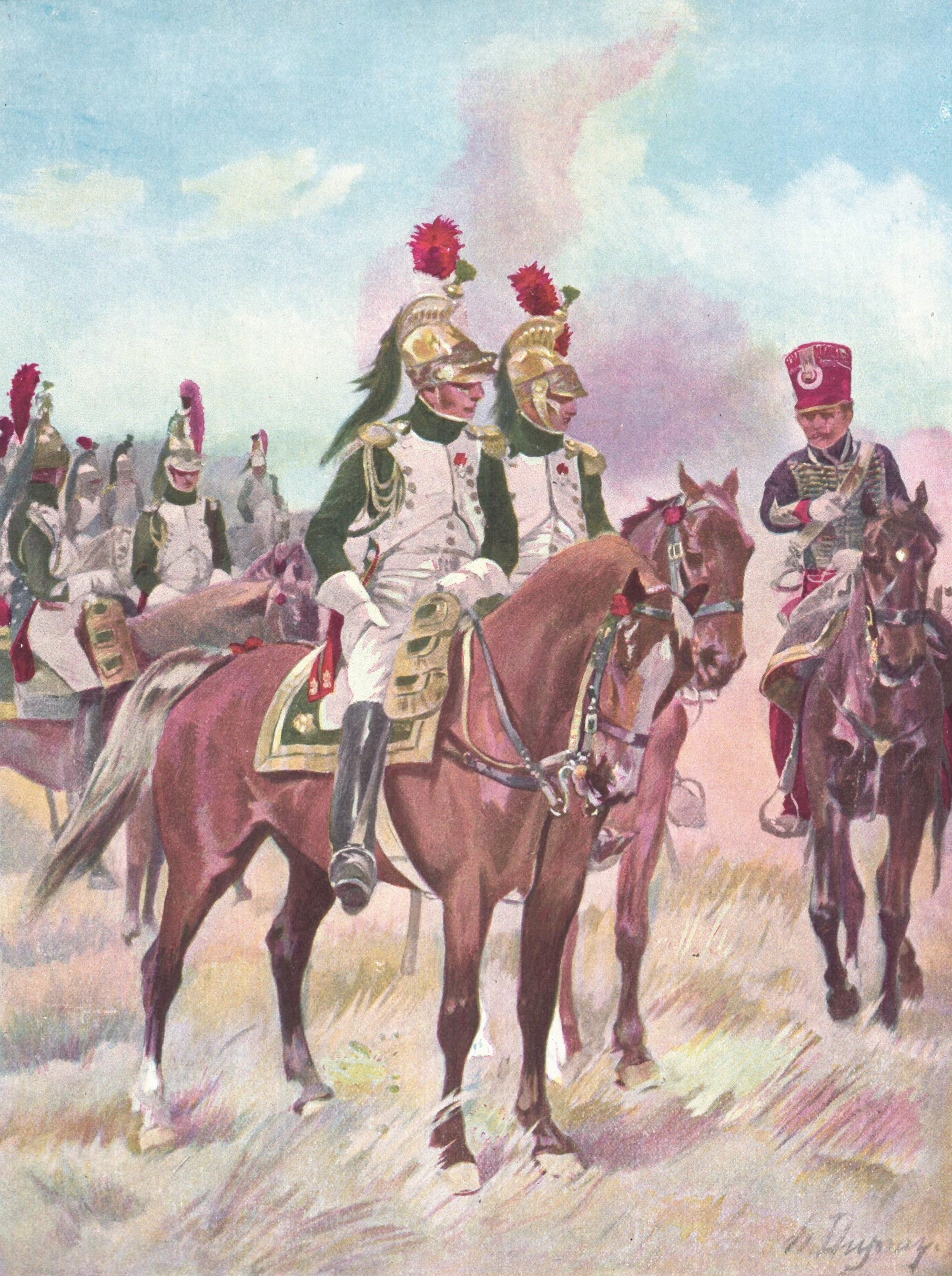
Dragoni din Garda Imperialǎ.

Regimentul de dragoni din Garda Imperială a fost creat de Napoleon Bonaparte pentru a reprezenta cavaleria de linie în cadrul Gărzii Imperiale. Regimentele de dragoni ilustrându-se în Războiul celei de-a Treia Coaliții din 1805, Napoleon a creat în 1806, odată cu reorganizarea cavaleriei din Garda Imperială, regimentul de dragoni din Garda Imperială. Acest regiment a devenit curând cunoscut sub numele de Dragonii Împărătesei ca un omagiu adus primei soții a lui Napoleon, Joséphine de Beauharnais.

## Organizare
La origine (prin decretul din 15 aprilie 1806), regimentul era format din trei escadroane conduse de 60 de ofițeri. Primul, compus din veliți, număra 296 de oameni. Celelalte două escadroane, ca cele de linie, aveau în componență 476 de cavaleriști.
Pentru a completa această nouă unitate, fiecare din cele 30 de regimente de dragoni de linie au furnizat câte 12 oameni cu cel puțin 10 ani de serviciu militar. Ofițerii au fost aleși personal de Napoleon. Două treimi dintre ofițeri proveneau din rândul grenadierilor și vânătorilor călare iar ultima treime din cadrul dragonilor de linie.
Două escadroane au fost adăugate în 1807, ridicând numărul oamenilor la 1269. Regimentului i-a fost atașat pe 9 decembrie 1813 regimentul 2 de cercetași din Garda Imperială.

## Uniforme
Îmbrăcămintea și armamentul acestei unități erau asemenea regimentului de grenadieri călare din Garda Imperială, cu mențiunea că uniforma era albastră în cazul celor din urmă spre deosebire de cea verde a dragonilor. În locul bonetei de blană purtau o cască de cupru în stilul neo-grec Minerve, ornată cu un panaș roșu și o coamă care atârna.

## Ofițeri
Din 1806:
- colonel comandant: Jean-Thomas Arrighi de Casanova, văr al lui Napoleon
- colonei-maiori: Edmé Nicolas Fiteau și Louis-Michel Letort de Lorville

Din 1810:
- general de divizie, comandant: contele Raymond Gaspard de Bonardi de Saint-Sulpice
- colonel-maior: Louis-Michel Letort de Lorville
- maior: Marthod

Din 1813:
- general de divizie, comandant: contele Philippe Antoine d'Ornano
- general de divizie, maior: baronul Louis Marie Lévesque de Lafferrière
- general de brigadă, maior: baronul Bertrand Pierre Castex

## Campanii și bătălii
- 1807: bătălia de la Eylau și bătălia de la Friedland
- 1808: Războiul peninsular
- 1809: bătălia de la Aspern-Essling și bătălia de la Wagram
- 1812: Campania din Rusia
- 1813 Campania din Saxonia: bătălia de la Bautzen, bătălia de la Leipzig, bătălia de la Hanau
- 1814 Campania din Franța: bătălia de la Brienne, bătălia de la Champaubert, bătălia de la Montmirail, bătălia de la Château-Thierry, bătălia de la Vauchamps, bătălia de la Montereau, bătălia de la Craonne, bătălia de la Arcis-sur-Aube, bătălia de la Saint-Dizier, bătălia de la Paris
- 1815: bătălia de la Ligny, bătălia de la Waterloo